# 그리드 (노르드 신화)
그리드(고대 노르드어: Gríðr)는 노르드 신화에 나오는 여자 요툰이다. 토르에게 무쇠 장갑 야릉그레이프와 그리다르볼르(고대 노르드어: Gríðarvǫlr)라는 지팡이를 주어 토르가 게이로드에게 이길 수 있게 해 주었다.
또한 그녀는 오딘과의 사이에 비다르를 낳았다.